# Белен (Грчка)
Белен (грч. Σίλλη, Сили) је насељено место у општини Паранести у периферији Источна Македонија и Тракија, Грчка. Према попису из 2021. године било је без становника.
Белен је 1913. године имао 397 житеља Словена муслимана. Године 1923. муслиманско становништво је принудно исељено у Турску а на њихово место је насељено 49 грчких избегличких породица, којих је на попису из 1928. године било 162.